# Импэто
Изда́тельство «Импэ́то» (эсп. Impeto «порыв») — российское издательство.
Основано в 1992 году. За период с 1992 по 2012 год выпущено более 200 книг, среди них:
- книги на языке эсперанто (переводы и оригинальная литература, учебники, словари)[1][2];
- переводы с норвежского, датского, японского, корейского и английского языков[3][4];
- переводы с русского языка на эсперанто («Ночной дозор», «Рыцари сорока островов» и «Мальчик и тьма»[5] Сергея Лукьяненко, «Град обреченный», «Понедельник начинается в субботу», «Сказка о тройке», «Улитка на склоне», «Обитаемый остров», «Второе нашествие марсиан», «Далекая радуга», «Пикник на обочине», «Трудно быть богом» братьев Стругацких[6], «Собачье сердце» и «Роковые яйца» Михаила Булгакова, поэзия А. С. Пушкина, Иосифа Бродского и другие);
- переводы на русский и французский[7] произведений, оригинально написанных на языке эсперанто;
- книги об эсперанто, эсперанто-движении и эсперанто-культуре на русском языке;
- различная учебная и методическая литература.

Издательство тесно сотрудничает с Всемирной ассоциацией эсперанто (эсп. UEA), Российским союзом эсперантистов (РоСЭ), Норвежским информационным и культурным центром в Москве, многими российскими и зарубежными издательствами и общественными организациями.
В 2001 году издательство было награждено дипломом на XIV Московской международной книжной выставке-ярмарке.

## Некоторые факты
Импэто — это единственное издательство в России, регулярно на протяжении 20 лет издающее книги на языке эсперанто. Входит в тройку ведущих эсперанто-издательств в мире.
За время своего существования московское издательство Импэто бесплатно передало в российские библиотеки более 1000 экз. книг на эсперанто и о нём.
Страны, в которых живут авторы издательства (более 100 человек): Россия, Казахстан, Узбекистан, Украина, Болгария, Бразилия, Венгрия, Германия, Дания, Израиль, Ирландия, Норвегия, США, Франция, Швейцария, Южная Корея, Япония.
Основные языки, на которых издавались книги: эсперанто, русский, латинский, английский, французский, корейский.
С Импэто в разное время сотрудничали и сотрудничают интерлингвисты Д. Бланке, М. Исаев, С. Кузнецов, А. Мельников, а также историки и политологи У. Линс и А. Подосинов.
С согласия авторов Импэто издаёт в переводе на международный язык эсперанто романы ведущих фантастов: Аркадия и Бориса Стругацких, Сергея Лукьяненко. Писатель Гарри Гаррисон общался с издательством на языке эсперанто, который он сам знал в совершенстве. Иосиф Бродский при встрече с эсперантистами разрешил безвозмездно переводить и издавать все свои произведения на эсперанто, благодаря чему Импэто на постоянной основе сотрудничает с фондом писателя, который продолжает следовать устному завещанию автора. Наследники известных в России писателей поддержали издание на языке эсперанто произведений своих родных — П. Антокольского, М. Булгакова, С. Маршака, Б. Пастернака, Д. Самойлова.
Наиболее значительные из произведений зарубежных авторов на языке эсперанто: романы популярного в Венгрии и известного во многих странах писателя Иштвана Немере, до сих пор не переводившийся на русский язык, однако широко известный за рубежом бразильский автор Рубен Фонсека, южно-корейская поэтесса Ким Ёчхо.
Многие романы, стихи и рассказы, изданные Импэто, уникальны, они написаны и существуют только на языке эсперанто. Среди них книги М. Бронштейна, Н. Гудскова, Г. Михалкова, И. Немере, К. Пирона и многих других авторов.
Исторический роман М. Бронштейна «Dek tagoj de Kapitano Postnikov» («Десять дней капитана Постникова»), выпущенный издательством «Импэто» в 2010 году (а позднее и его перевод на русский язык) вызвал широкую дискуссию в международном эсперанто-сообществе вокруг личности реально существовавшего эсперантиста офицера Постникова. На книгу было опубликовано большое количество рецензий, в том числе и в ведущих периодических изданиях на языке эсперанто. Профессиональный сербский театр создал постановку по мотивам этой книги, с ней он гастролирует в Сербии, Хорватии, России, Дании и в других странах.

## Рецензии на книги издательства
- Andreas Künzli. SEJM: Legendoj pri legendo (эсп.) // Esperanto : журнал. — 2011. — Decembro (no. 1253 (12)). — P. 254—255. — ISSN 0014-0635. Рецензия на книгу Legendoj pri SEJM.
- Andreas Künzli. Esperantista arabesko (эсп.) // Esperanto : журнал. — 2011. — Novembro (no. 1252 (11)). — P. 230. — ISSN 0014-0635. Рецензия на книгу Esperanto kaj vivo.
- Kalle Kniivilä. Ruseska realismo (эсп.) // Esperanto : журнал. — 2011. — Julio (no. 1249 (7—8)). — P. 158. — ISSN 0014-0635. Рецензия на книгу Urbo Goblinsk.
- Alexander Shlafer. Kortuŝa omaĝo al elstara lingvisto, esperantisto kaj patro (эсп.) // Esperanto : журнал. — 2011. — Februaro (no. 1244 (2)). — P. 38. — ISSN 0014-0635. Рецензия на книгу Sciencisto, esperantisto, patro: Eŭgeno Bokarjov.
- Kalle Kniivilä. Ne vortaro, sed kolekto (эсп.) // Esperanto : журнал. — 2011. — Januaro (no. 1243 (1)). — P. 14. — ISSN 0014-0635. Рецензия на книгу Rusa-Esperanta biblia frazaro.
- Alexander Shlafer. Ĝuinda ĥoro de nuntempaj rusiaj voĉoj (эсп.) // Esperanto : журнал. — 2009. — 7—8 (no. 1227 (7—8)). — P. 160. — ISSN 0014-0635. Рецензия на книгу El ombro – antologio de prozo el Rusio.
- Jorge Camacho. Pliaj paŝoj sur la vivovojo (эсп.) // Esperanto : журнал. — 2008. — Novembro (no. 1219 (11)). — P. 232. — ISSN 0014-0635. Рецензия на книгу La lasta taglibro de l’ poeto.
- Baldur Ragnarsson. Eksterordinara superrigardo pri kultura fenomeno en nia kulturo (эсп.) // Esperanto : журнал. — 2007. — Decembro (no. 1209 (12)). — P. 252—253. — ISSN 0014-0635. Рецензия на книгу Moskvaj sonoriloj. Antologio de verkoj de moskvaj poetoj-esperantistoj.
- Sten Johansson. Facile digestebla romano (эсп.) // Esperanto : журнал. — 2007. — Majo (no. 1203 (5)). — P. 110. — ISSN 0014-0635. Рецензия на книгу Vizito sur la Teron.